# روکه بانیوس
روکه بانیوس (اسپانیایی: Roque Baños‎؛ زادهٔ ۱۹۶۸ میلادی) موسیقی‌دان و آهنگساز اهل اسپانیا است.
از فیلم‌هایی که وی در آن نقش داشته است، می‌توان به جنایت بی‌نقص، آگاهی، ۳۰ سکه، طبقه هفتم، قتل‌های آکسفورد، مرده شریر، اولدبوی، بازگشت، در دل دریا، برخاسته، نفس نکش، تورنته ۲: مأموریت در ماربیا، تورنته ۴: بحران مرگبار، ۱۳ گل رز و ماشین‌چی اشاره کرد.
او بابت فعالیت‌های هنری‌اش، برندهٔ جوایز متعددی شده است که از آن میان، می‌توان به دو جایزه گویا در سال‌های ۲۰۰۸ و ۲۰۰۹ میلادی اشاره نمود.